# チェンライ国際空港
メーファルアン チェンライ国際空港（メーファルアン チェンライこくさいくうこう、タイ語:ท่าอากาศยานแม่ฟ้าหลวง เชียงราย、英語:Mae Fah Luang Chiang Rai International Airport）は、タイ王国のチエンラーイ県ムアンチエンラーイ郡にある国際空港。

## 概要
1992年8月に開港した。チェンラーイ中心部から約8km離れたところにある。開港前は、市内に近い場所にあった旧チェンライ空港が使われていた。

## 就航航空会社と就航都市
2020年以降、新型コロナウイルス感染症の影響により、多くの定期便が運休、減便、経路変更となっている。
| 航空会社               | 就航地                                                                      |
| ---------------------- | --------------------------------------------------------------------------- |
| タイ国際航空           | バンコク/スワンナプーム                                                     |
| タイ・エアアジア       | バンコク/ドンムアン、バンコク/スワンナプーム(2025年10月1日より運航開始予定) |
| タイ・ライオンエア     | バンコク/ドンムアン                                                         |
| タイ・ベトジェットエア | バンコク/スワンナプーム                                                     |
| ノックエア             | バンコク/ドンムアン                                                         |
| スクート               | シンガポール(2026年1月1日より運航開始予定)                                  |

2025年4月現在

## 統計
|      | 旅客数    | 発着数 |
| 2013 | 1,072,609 | 10,985 |
| 2014 | 1,379,022 |        |